# Ultrajemné částice

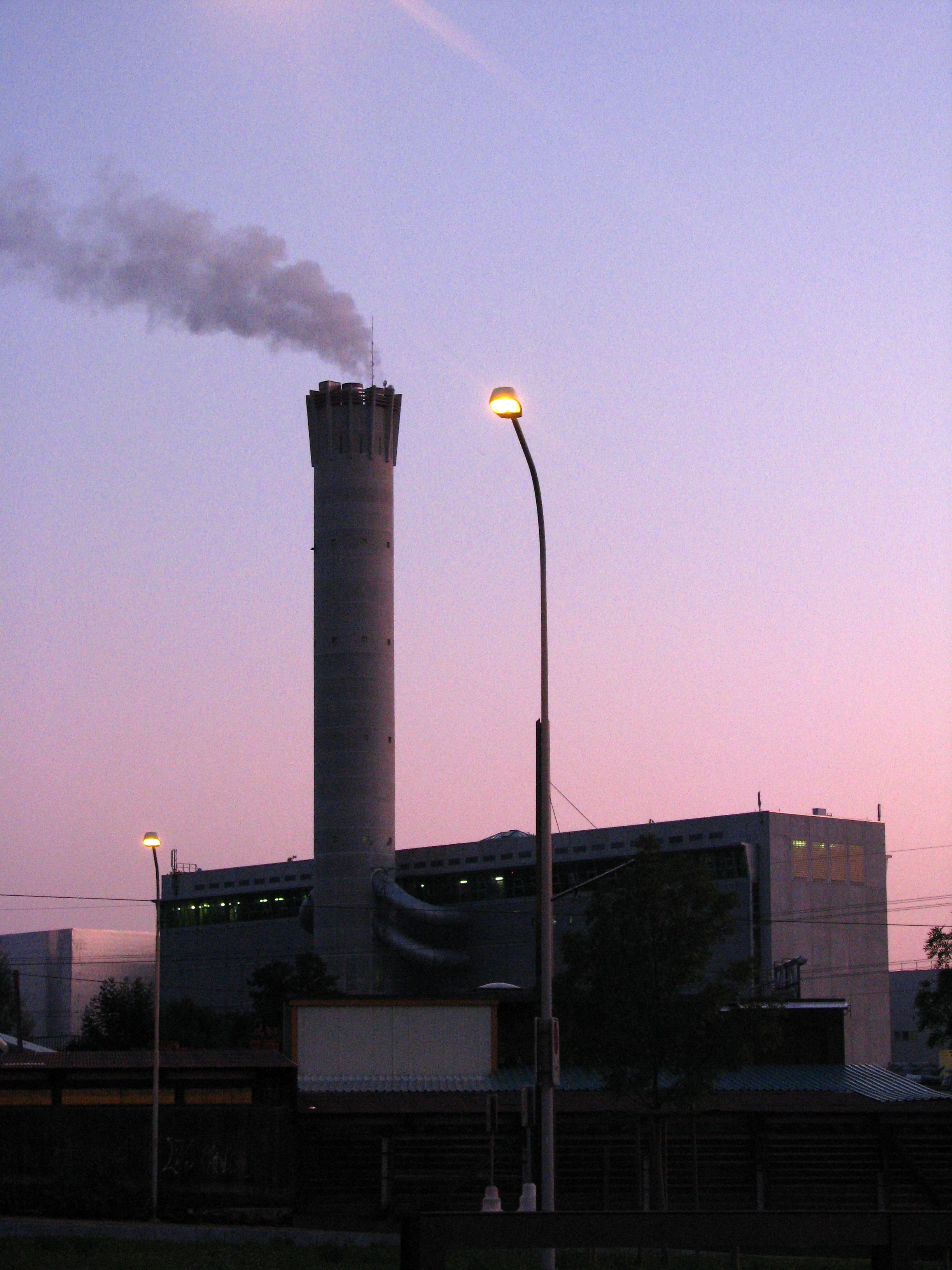
Jedním ze zdrojů ultrajemných částic je spalování

Ultrajemné částice (UFP – Ultrafine Particles nebo také PM0,1) jsou částice o velikosti desítek nanometrů, které jsou rozptýlené v ovzduší. Jsou produkovány lidskou činností (doprava, vytápění, průmyslová výroba), ale mohou vznikat i při přírodních procesech (lesní požáry, výbuchy sopek) nebo samovolně kondenzací z plynů v atmosféře.
Jejich nebezpečnost vychází především z jejich malých rozměrů – mohou pronikat přes plíce do krve a způsobovat závažná poškození organismu. Navíc mají vzhledem k malým rozměrům relativně větší povrch, takže se na ně může vázat více dalších škodlivin (organických látek nebo těžkých kovů) než na částice polétavého prachu.
Jejich působení není dosud příliš prozkoumáno – začaly se sledovat až v prvním desetiletí 21. století. U dříve nezkoumaných částic do velikosti 3 nm je hlavním přispěvatelem doprava. Koncentrace ultrajemných částic se pohybují v tisících na kubický centimetr.

## Vlastnosti

### Vznik a složení
Ultrajemné částice vznikají kondenzací z plynů nebo přímo při spalování. Vznikají i při vaření (plynovými či elektrickými vařiči, což jsou největší zdroje expozice UFP pro člověka) a to i v závislosti na povrchu nádob.
Jejich zdrojem mohou být i laserové tiskárny či 3D tiskárny.
- Částice vzniklé při vytápění nebo při průmyslové výrobě mohou mít různé složení.
- V místech s automobilovou dopravou vznikají UFP jako jemné saze – obsahují tedy především amorfní uhlík.

Na povrch ultrajemných částic se mohou navazovat těžké kovy nebo organické polychlorované bifenyly (PCB), které nebezpečnost částic ještě zvyšují.

### Velikost
Za ultrajemné částice se považují částice do velikosti 100 nm. Jejich dolní velikost není definována, ale je dána tím, že částice je shluk minimálně několika molekul látky, přičemž velikost molekul je běžně od desetin po jednotky nm. Ultrajemné částice jsou řádově 100× až 1000× menší, než je dosud sledovaný polétavý prach rozptýlený v ovzduší (u něj se běžně sledují částice o velikosti do 2,5 a do 10 μm, označované jako PM2,5 a PM10).
V městské atmosféře se v 1 m3 vyskytuje řádově 1010 ultrajemných částic. Jejich hmotnost dosahuje jen 2 μg/m3 (to je 10× až 100× méně, než jaká je hmotnost větších částic PM10).

## Nebezpečí
Vzhledem ke své extrémně malé velikosti pronikají ultrajemné částice až do nejzazších koutků plic – do plicních sklípků (alveol). I v případech, kdy tyto částice nejsou samy o sobě toxické, mohou zde vyvolat oxidační stres, který způsobuje zánět a další zdravotní problémy.
Oproti větším částicím však nemusí být ultrajemné částice v plicích zadrženy: velmi dobře přecházejí do epitelárních buněk a přes ně do krve, případně do dalších mezibuněčných tekutin. Zde mohou vyvolávat imunitní reakce nebo zvýšenou koagulaci krve a tím vznik krevních sraženin, které představují riziko vzniku srdečního infarktu a mozkové mrtvice. Krví mohou být transportovány k dalším orgánům. Bylo zjištěno, že k ultrajemným částicím jsou zvláště citliví starší lidé nebo osoby se osoby se srdečním onemocněním či s cukrovkou.
První výzkumy naznačují, že UFP mohou nepříznivě ovlivňovat zejména oběhovou soustavu (srdce, játra a další) a že mohou mít odlišné a někdy i závažnější účinky na lidské zdraví než větší částice. Tento vliv je však třeba ještě ověřit.
Výzkum ultrajemných částic je teprve ve svých počátcích a proto zatím neexistují limity pro jejich koncentrace v ovzduší.

## Sledování
Ultrajemné částice jsou tak malé, že metody používané pro sledování polétavého prachu (prosávání vzduchu přes papír nebo filtrační tkaniny) jsou pro ně nevhodné. Používá se proto elektrostatická metoda, kterou se stanovuje počet částic konkrétní velikosti v měřeném objemu vzduchu. Částice se elektricky nabijí a podle velikosti a náboje se pak separují v elektrickém poli. Nakonec pak čítač vyhodnotí počet částic v jednotlivých frakcích.